# Eutelsat Konnect
O Eutelsat Konnect, é um satélite de comunicação geoestacionário europeu construído pela Thales Alenia Space. Ele está localizado na posição orbital de 7,2 graus leste e é operado pela Eutelsat. O satélite é baseado na plataforma Spacebus-Neo-100 e sua expectativa de vida útil é de 15 anos.

## História
A Eutelsat em outubro de 2015, encomendado a Thales Alenia Space um satélite de nova geração em banda Ka de alto rendimento para servir o continente africano, oferecendo flexibilidade operacional sem precedentes. O satélite é totalmente elétrico e foi o primeiro a usar a nova plataforma Spacebus-Neo-100 da Thales Alenia Space.
A Eutelsat segue a sua finalidade que é ter um satélite de banda larga de alta capacidade como aconteceu em seu recente anúncio de locação de capacidade em banda Ka no satélite AMOS 6, que permitiu o fornecimento de serviços de banda larga na África Subsaariana a partir do final de 2016.
Com o um satélite autônomo, a Eutelsat ampliou sua cobertura na África e passou a entregar recursos significativos para serviços de banda larga e definiu um novo marco para a flexibilidade em satélites de alta taxa de transferência. Ao usar a plataforma Spacebus-Neo que é totalmente elétrica, que combina alta eficiência e leveza, a Eutelsat também se beneficiou de condições de lançamento competitivos.

## Lançamento
O satélite foi lançado com sucesso ao espaço em 20 de janeiro de 2020, por meio de um veículo Ariane 5 ECA+, a partir do Centro Espacial de Kourou, na Guiana Francesa, juntamente com o satélite GSAT-30. Ele tinha uma massa de lançamento de 3 619 kg.

## Capacidade e cobertura
O Eutelsat Konnect está equipado com 92 feixes de banda Ka para fornecer serviços de internet de alta velocidade para os mercados da África e da Europa Ocidental, oferecendo capacidade total de 75 Gbps.